# Désiré Médéric Le Blond
Pour les articles homonymes, voir Le Blond.
Désiré Médéric Le Blond est un homme politique français né à Paris le 9 mai 1812 et mort à Rambouillet le 22 juillet 1886.

## Biographie
Il est avocat à Paris en 1833 avant de devenir secrétaire de la Conférences des avocats en 1837, puis dix-huit fois élu membre du Conseil de l'ordre. Secrétaire de Merlin de Douai il se fait un nom dans de nombreux procès politiques. En mars 1848 il devient substitut du Procureur, puis le 4 mars 1870, procureur général à la Cour d'appel de Paris.
Ancien député, Sénateur et conseiller à la Cour de cassation, chevalier de la Légion d'honneur le 12 juillet 1883. Il siége à gauche, républicain modéré, président du groupe de gauche en janvier 1877.
Député de Reims en 1876, président du groupe de la gauche républicaine, il est à ce titre signataire, en mai 1877, du manifeste des 363.
Réélu en octobre 1877, il est élu sénateur de la Marne en 1879 et conseiller général du canton de Montmirail et président du Conseil général.

## Décorations
- Chevalier de la Légion d'honneur[1]

## Sources
- « Désiré Médéric Le Blond », dans Adolphe Robert et Gaston Cougny, Dictionnaire des parlementaires français, Edgar Bourloton, 1889-1891 [détail de l’édition]